# صرواح (سنحان)

تعديل مصدري - تعديل

صرواح هي إحدى قرى عزلة وادي جبيب بمديرية سنحان وبني بهلول التابعة لمحافظة صنعاء، بلغ تعداد سكانها 733 نسمة حسب تعداد اليمن لعام 2004.